# Erica Nicoli
Erica Nicoli (Schio, 2 febbraio 1995) è una taekwondoka italiana, atleta della nazionale di taekwondo per nove volte campionessa italiana, vice-campionessa europea e ha partecipato alle prime olimpiadi europee.
È stata la prima atleta femminile italiana a partecipare a un Grand Prix di taekwondo.

## Biografia
Nasce a Schio (in provincia di Vicenza) nel 1995. All'età di 7 anni, inizia a praticare le arti marziali nel Taekwondo Club Schio sotto la guida tecnica del M° Alessandro Vaccari. A nove anni inizia a gareggiare e a vincere sia nel combattimento sia nelle forme. Sin dalla tenera età inizia a partecipare a tornei esteri per migliorare la propria tecnica ed esperienza.
Nel 2008 vince il suo primo titolo italiano e nel 2014 si trasferisce in ritiro permanente a Roma al CPO dell'Acqua Acetosa sotto la guida tecnica del M° Yoon Soon Cheul.
Nel 2015 entra a far parte del Centro Sportivo Carabinieri.

## Carriera

### 2004-2007
Nel 2004, a 9 anni, in Austria vince la sua prima gara internazionale iniziando il cammino agonistico nel combattimento.

### 2008
A Lecce Erica partecipa al Campionato Italiano cadetti dove vince il suo primo titolo italiano. Nello stesso anno continuano i successi all'estero.

### 2009
Erica partecipa a due Campionati Italiani, per ragioni di età può gareggiare sia in quello Cadetto a Firenze, vincendo il titolo per la seconda volta, sia in quello Juniores a Taranto dove, nonostante la giovane età, combatte alla pari con tutte le avversarie conquistando l'argento.
Selezionata dalla Nazionale Italiana partecipa, nella -47 kg, all'European Cadet Championships di Zagabria chiudendo al 9º posto contro la spagnola Baeta dopo essere stata in vantaggio per tutto il match.

### 2010-2011
Nel 2011 vince il Campionato Italiano Juniores a Milano dominando tutti gli incontri.
Viene selezionata, nella -55 kg, dalla Nazionale Italiana all'European Junior Championships di Phafos nell'isola di Cipro. Sotto la guida del M° Claudio Nolano Erica batte la greca Gkoutsoula per 7-4, la turca Yumurcali per 11-8, la serba Ljubojevic per 10-5 e la norvegese Thorsoe per 17-16 in un incontro senza respiro. In finale, contro la tedesca Froemming, ottiene un argento e diventando così vice-campionessa europea.

### 2012-2013
Nel 2012, nella categoria -55 kg, domina il Campionato Italiano Juniores a Verona e con la Nazionale Italiana partecipa nella -52 kg al World Junionior Championships di Sharm el-Sheikh in Egitto senza successo a causa di problemi muscolari. 
In Grecia ad Atene al Campionato Juniores U21 i problemi fisici perdurano ancora e non le consentono di potersi esprimere al meglio.
Nel 2013 al Campionato Juniores U21 a Brindisi Erica vince il suo 5º campionato italiano.
Partecipa quindi a Chisinau in Moldavia all'European Junior U21 Championships combattendo nella categoria -53 kg.
Sempre con la Nazionale italiana partecipa al World Senior Championships a Puebla in Messico sconfiggendo la mongola Gansukh ma uscendo poi di misura contro la pluricampionessa francese Liborio.
Il 2013 si chiude con la prima partecipazione al Campionato Italiano assoluto di Bari ottenendo l'argento.

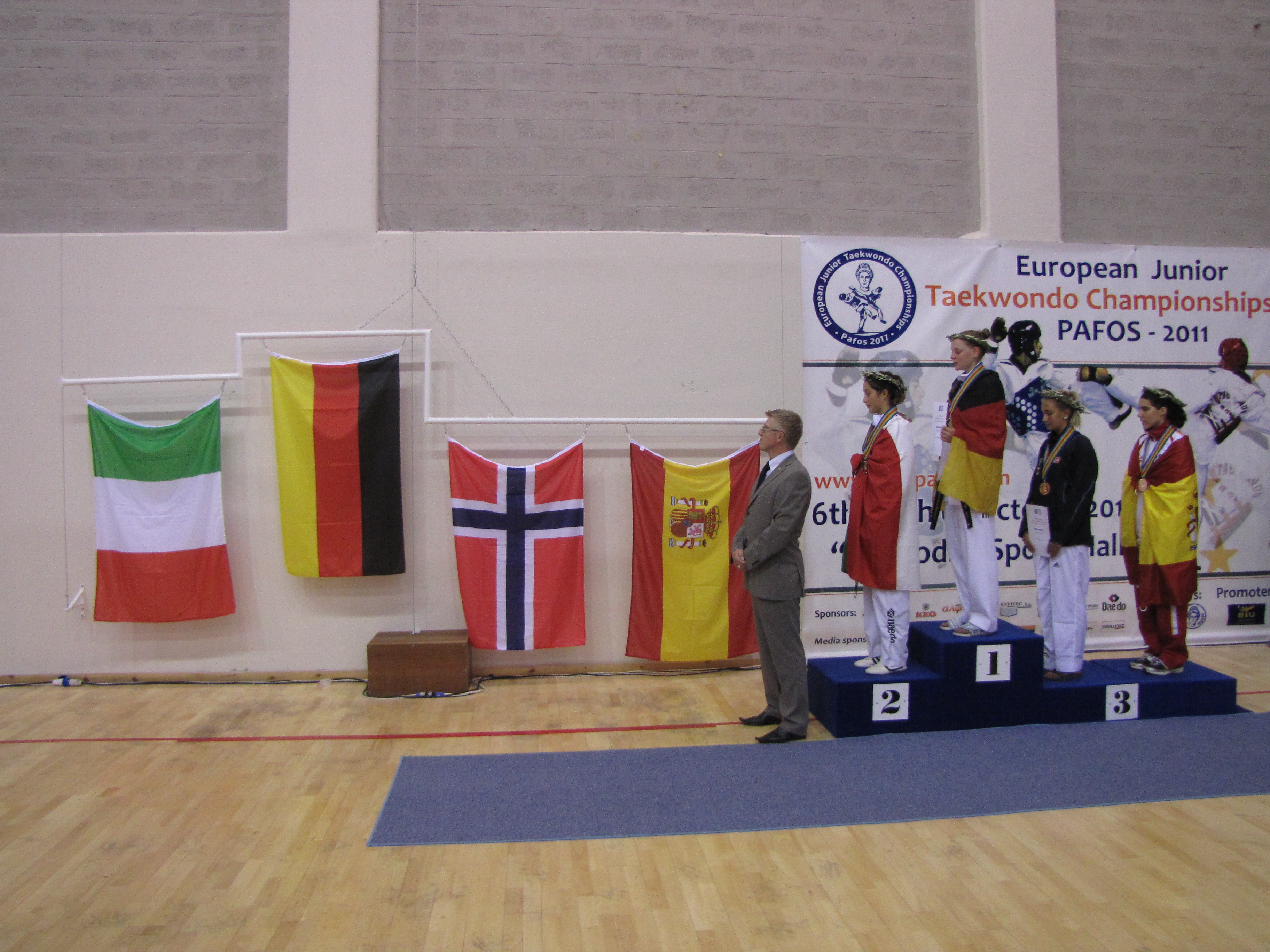
Erica Nicoli al secondo posto ai campionati europei juniores

### 2014
All'European Senior Championships di Baku in Azerbaijan, Erica combatte nella -53 kg vincendo l'incontro con la cipriota Pilavaki ma uscendo al turno successivo contro la Finlandese Mikkonen.
All'European Junior U21 Championships a Innsbruck, Erica vince l'incontro con slovacca Pavkova per 15-2, successivamente con svedese Lovgren per 4-0 e perdendo poi la semifinale con la russa Vanyamova per preferenza arbitrale. Chiude il torneo con la medaglia di bronzo.
L'anno si chiude con la partecipazione al Campionato Italiano assoluto a Pozzuoli nella categoria della -49 kg vincendo nettamente il titolo.

### 2015
Erica inizia il 2015 partecipando al Greece Open di Thessaloniki in Grecia ottenendo la medaglia di bronzo.
In Svizzera a Montreux batte in semifinale la danese Malykke per 5-1 e in finale la turca Yildirim per 6-5 vincendo la medaglia d'oro.
All'European Senior Championships di Nalchik in Russia Erica ottiene la medaglia di bronzo battendo l'ucraina Romoldanova 9-4 e la greca Koutsou 4-3.
Al World Senior Championships di Chelyabinsk in Russia Erica batte la capitana cubana Aguirre per 8-6 ma successivamente perde di misura contro la serba Bogdanovic per 11-8.
Grazie al punteggio mondiale ottenuto con i risultati ottenuti nella nuova categoria della -49 kg, Erica riesce a ottenere il pass per la partecipazione ai primi European Games di Baku in Azerbaijan. Sarà l'unica atleta femminile a partecipare per il taekwondo italiano. Forte l'emozione che le prime olimpiadi europee infondono, anche per la presenza delle televisioni che trasmettono l'evento. Per Erica certamente un peso mediatico inaspettato e una nuova pressione da gestire. Dopo aver sconfitto agli ottavi di finale la spagnola Brigitte Yagüe, che nel corso della sua carriera ha conquistato per quattro volte il titolo mondiale ed è la vice campionessa olimpica in carica grazie all'argento conquistato a Londra 2012, Erica batte anche l'ucraina Romoldanova, vice-campionessa mondiale e si aggiudica il 5º posto.
In ottobre Erica partecipa al Serbian Open a Belgrado ove ottiene la medaglia d'argento.
Questi ulteriori punti nel ranking mondiale le permettono di ricevere, prima atleta femminile italiana, l'invito alla partecipazione al World Taekwondo Grand Prix di Manchester dove Erica, dopo aver battuto l'atleta della Cina-Taipei Lin, ottiene il 7º posto uscendo contro l'egiziana Abdelsalam al golden point.
Il 2015 si chiude con il passaggio societario dal Taekwondo Club Schio al Centro Sportivo dell'Arma dei Carabinieri e l'inizio dell'attività professionistica.

### 2016
È l'anno delle qualificazioni europee per le XXXI Olimpiadi, torneo che si tiene a Istanbul in Turchia. Erica incontra ai preliminari la monegasca Doria battendola per 14-1, ai quarti di finale batte per 4-3 la cipriota Kouttouki vincitrice dell'oro ai campionati europei U21 e di 8 ori e un argento agli open nel 2015. In semifinale si confronta con la serba Bogdanovic. L'incontro molto equilibrato (4-4 a 1 min. dal termine) si risolve, su uno scontro simultaneo, con un giudizio arbitrale che assegna punti alla serba ma non all'atleta azzurra. Inutile l'assalto finale e l'incontro termina sul 4-11. Erica conquista un bronzo alla qualificazione europea che però assegna il pass olimpico solamente alle prime due classificate, le atlete Bogdanovic e Abakarova rispettivamente argento e bronzo alle successive Olimpiadi.
Nel prosieguo di stagione subisce la frattura dell'omero e si vedrà costretta a saltare i successivi Campionati Europei e Campionati Italiani Seniores e costringendola a presentarsi sul tatami, dopo oltre quattro mesi di stop, al Russian Open dove ottiene la medaglia di bronzo. Tre settimane dopo gareggia al Riga Open in Lettonia dove ottiene la medaglia d'argento. A fine ottobre gareggia al Serbia Open a Belgrado dove ottiene la medaglia di bronzo. Ai Campionati Italiani a categorie olimpiche di Pozzuoli ottiene il suo settimo titolo italiano.

### 2017
Anno difficile per Erica sottoposta a un delicato intervento chirurgico all'anca, operata dal dott. Grano, e che la costringe a sospendere le gare e affrontare un lungo periodo riabilitativo.

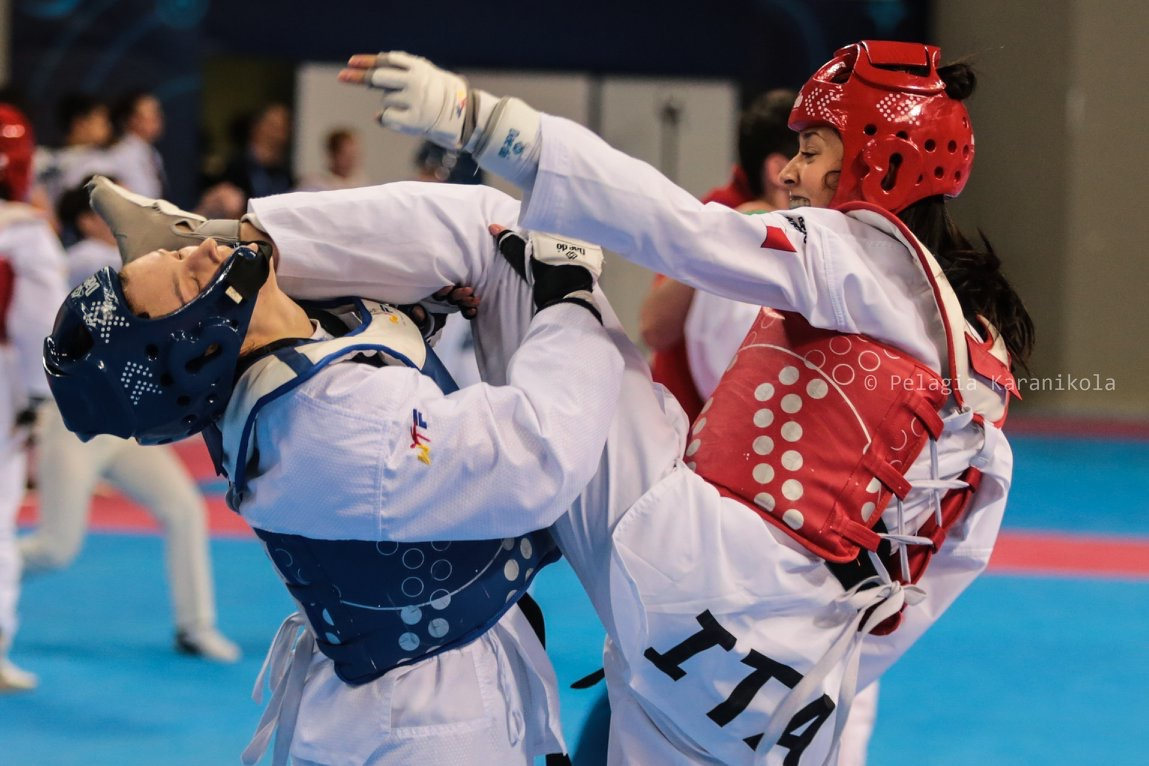
Erica Nicoli (destra) nel 2018

### 2018
Dopo un iniziale difficile ritorno alle gare, Erica si presenta al Grand Prix di Roma affrontando nella categoria -49 kg la campionessa mondiale Sim Jae-Young perdendo di misura per 20:17 ma dando un segno di un pieno recupero articolare. Arriva quindi in splendida forma ai Campionati Italiani Assoluti, disputatisi al Palaflorio di Bari, dominando la categoria della -53 kg e vincendo dopo quattro incontri il suo 8º titolo italiano. Di seguito si presenta al French Paris Open gara G20 vincendo la medaglia d'argento dopo cinque combattimenti nella categoria -53 kg. La stagione termina con i Campionati militari di Rio de Janeiro in cui Erica conquista la medaglia di bronzo.

### 2019
Ai campionati Italiani per categorie olimpiche, dopo cinque combattimenti, Erica si aggiudica la medaglia d'oro.
Al World Senior Championships di Manchester, nella categoria -53 kg, Erica batte la svedese Bayaa per 11-3, la danese Malykke per 17-11, la tunisina Ben Ali per 21-7 chiudendo a bordo podio contro l'atleta lituana Tarvida.

### 2020
Erica gareggia allo Slovenia Open G1, nella categoria -57 kg, ottenendo la medaglia d'argento.

## Palmarès

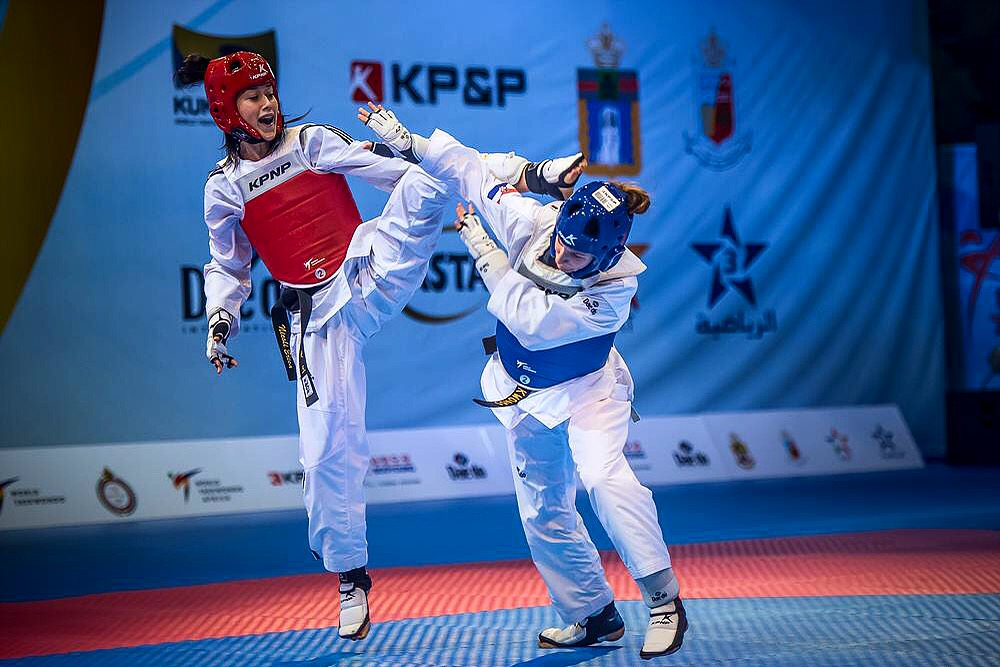
Erica Nicoli (sinistra) nel 2016

### Qualificazione europea di taekwondo per i Giochi Olimpici
- Bronzo alla qualificazione europea di taekwondo 2016

### Campionato mondiale militare di taekwondo
- Bronzo al Campionato mondiale militare di taekwondo 2018

### Europei di taekwondo categorie olimpiche
- Bronzo ai Campionati europei di taekwondo 2015

### Europei giovanili di taekwondo
- Argento ai Campionati europei juniores di taekwondo 2011
- Bronzo ai Campionati europei U21 di taekwondo 2014

### Italiani di taekwondo
- Oro ai Campionati italiani cat. olimpiche di taekwondo 2019
- Oro ai Campionati italiani assoluti di taekwondo 2018
- Oro ai Campionati italiani cat. olimpiche di taekwondo 2016
- Oro ai Campionati italiani assoluti di taekwondo 2014
- Argento ai Campionati italiani assoluti di taekwondo 2013

### Italiani giovanili di taekwondo
- Oro ai Campionati italiani U21 di taekwondo 2013
- Oro ai Campionati italiani juniores di taekwondo 2012
- Oro ai Campionati italiani juniores di taekwondo 2011
- Oro ai Campionati italiani cadetti di taekwondo 2009
- Oro ai Campionati italiani cadetti di taekwondo 2008
- Argento ai Campionati italiani juniores di taekwondo 2009
- Bronzo ai Campionati italiani juniores di taekwondo 2010

### Altri risultati
Open classe G
- 1 :  nel 2015
- 1 :  nel 2015
- 1 :  nel 2015
- 1 :  nel 2016
- 1 :  nel 2016
- 1 :  nel 2016
- 1 :  nel 2016
- 1 :  nel 2018
- 1 :  nel 2020